# Obrzęk mózgu
Obrzęk mózgu – stan chorobowy polegający na nadmiernym nagromadzeniu płynu w tkankach mózgowia spowodowany uszkodzeniem bariery krew-mózg (w obrzęku naczyniopochodnym) lub gromadzeniem płynu wewnątrz komórek (w przypadku obrzęku cytotoksycznego).

## Etiologia
Choroby mózgu:
- zapalenie mózgu lub opon mózgowo-rdzeniowych
- urazowe uszkodzenie mózgu
- udar mózgu (zarówno krwotoczny, jak i niedokrwienny)
- nowotwory (pierwotne lub przerzutowe)
- ropień mózgu
- encefalopatie metaboliczne
- stan padaczkowy[6]

Choroby ogólnoustrojowe:
- przewodnienie
- niewydolność wątroby[7]
- hipoglikemia
- hiponatremia
- nadciśnienie złośliwe
- choroba wysokościowa

## Objawy
Objawy zależą od rozległości obrzęku. W przypadku obrzęku ogniskowego spowodowanego guzem ośrodkowego układu nerwowego może pojawić się niedowład, porażenie, afazja oraz inne  ogniskowe objawy neurologiczne. Uogólniony obrzęk mózgu jest stanem zagrożenia życia, występują: bóle głowy, nudności, wymioty, drgawki uogólnione, zaburzenia świadomości. Dalszy wzrost ciśnienia śródczaszkowego powoduje przemieszczenie struktur mózgu - dochodzi do tzw. wklinowań a następnie wgłobienia pnia mózgu w otwór wielki co prowadzi do uciśnięcia pnia mózgu i uszkodzenia ośrodków odpowiedzialnych za podstawowe czynności życiowe z następowym zatrzymaniem krążenia i oddechu.

## Leczenie
W leczeniu objawowym podaje się środki przeciwobrzękowe np. środki osmotycznie czynne 20%-mannitol, leki moczopędne - furosemid, hiperwentylację utrzymującą SpCO2 w granicach 28–30 mmHg (hiperwentylacja może spowodować skurcz naczyń mózgowych i pogłębić dysfunkcję), drenaż ułożeniowy: utrzymywanie górnej części ciała pod kątem 35 stopni. Terapię sterydami można stosować w przypadku zakażenia bakteryjnego ośrodkowego układu nerwowego. Gdy jest to nieskuteczne, neurochirurg może wykonać kraniektomię odbarczającą, który jest zabiegiem ratującym życie, aczkolwiek rokowanie pacjenta na ogół pozostaje niepewne.